# Вигилий из Тренто
Вигилий (лат. Vigilius; ок. 353—405) — священномученик, первый епископ Тренто. День памяти — 26 июня.

## Биография
Святой Вигилий (итал. San Vigilio di Trento), римский патриций, родился в семье Максентии и, предположительно, Феодосия. Его братья Клавдиан и Магориан (Claudian and Magorian) также почитаются святыми.
Вигилий получил своё образование в Афинах, и представляется, что он был другом святого Иоанна Златоуста. Затем он отправился сначала в Рим, а потом в Тренто в 380 году, где он был избран епископом города. Его поставил во епископы либо Амвросий Медиоланский, либо Валериан Аквилейский. Будучи епископом, Вигилий предпринимал попытки обратить язычников и ариан в правую веру, также им были основаны в епархии тридцать приходов. В письме, приписываемом святому Амвросию, миланский епископ вдохновлял Вигилия противиться бракам между христианами и язычниками (Ep. 29 in P.L., XVI, 982). Вигилий проповедовал в Брешии и Вероне, находившихся вне его епархии. Его товарищами по проповеди были святые Сисинний, Мартирий и Александр, присланные св. Амвросием на помощь Вигилию. Предание гласит, что они были родом из Каппадокии. Святому Вигилию приписывают работу De Martyrio SS. Sisinnii, Martyrii et Alexandri (P.L., XIII, 549).

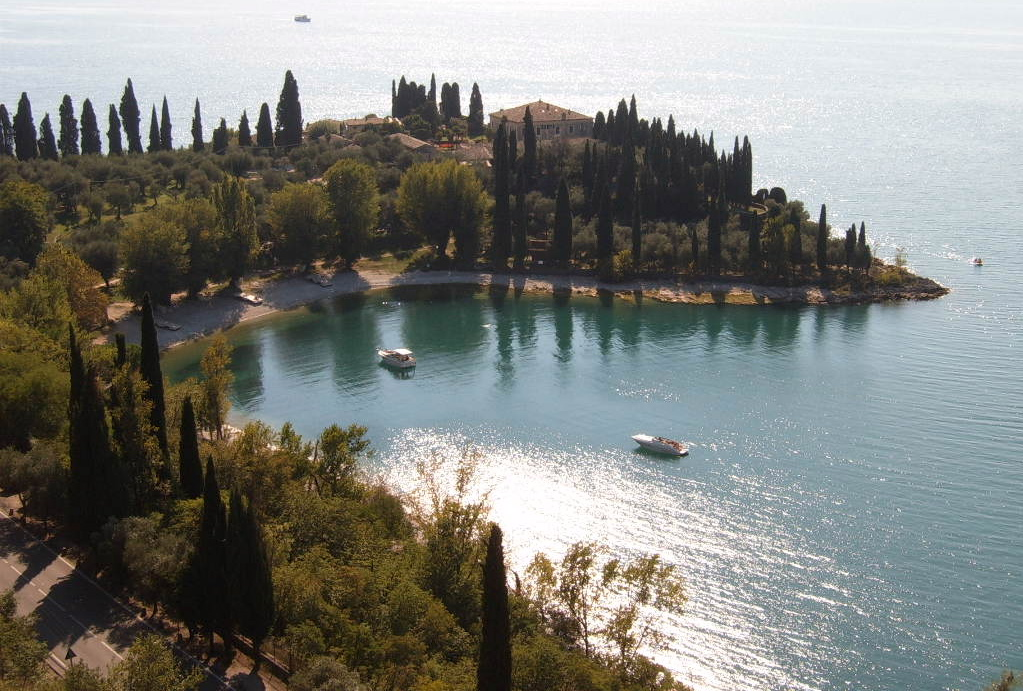
Пунта-Сан-Виджилио, где был убит святой Вигилий

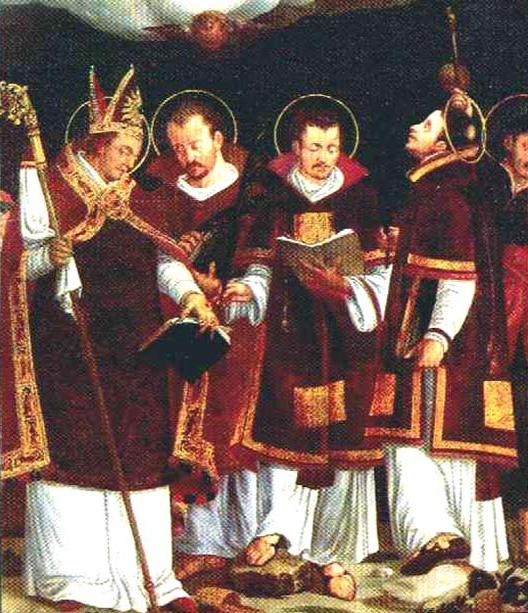
Святой Вигилий вместе со святыми Сисиннием, Мартирием и Александром

Согласно довольно позднему преданию, святой Вигилий в сопровождении своих братьев Клавдиана и Магориана, а также священника Иулиана, был убит там, где ныне располагается приход Рендена (Rendena), в долине Рендена (Rendena Valley), где он проповедовал против поклонения Сатурну. Вигилий после богослужения перевернул его статую и бросил в реку Сарка (Sarca). За это он был забит до смерти камнями около озера Гарда в местности, ныне именуемой Пунта-Сан-Виджилио.